# 成凤天主教堂遗址
成凤天主教堂遗址位于云南省昭通市水富市两碗镇成凤村成凤山坡，横江左岸，隔河与四川相望，是云南省建筑年代最早的第一批天主教堂，19世纪40年代由首任主教袁若瑟建立，附设神哲学院，并设有男女学堂二所。1864年神哲学院迁往昆明。1950年神父因违法被捕，教堂没收。1991年归还教堂，恢复宗教活动。2013年，因教堂建筑成为危房，宗教活动又被停止。现存建筑有经堂和神甫住房，保存情况不佳，教堂公墓内还有5座神甫陵墓。2013年9月30日公布为第二批昭通市文物保护单位。